# Polestar 4
De Polestar 4 is een compacte luxe crossover SUV met batterij-elektrische aandrijving, die sinds 2023 op de markt wordt gebracht door Polestar, een dochteronderneming van Geely Holding en Volvo Cars. Het voertuig wordt geproduceerd door Geely Holding in een fabriek in Hangzhoubaai, China. De Polestar 4 is het derde voertuig dat gebruikmaakt van het Sustainable Experience Architecture-platform, gebaseerd op achter- en vierwielaandrijving. Het voertuig wordt op de markt gebracht als een coupé-SUV met twee aandrijflijnopties. Het ging in november 2023 in productie.

## Overzicht
Het voertuig werd in april 2023 onthuld op Auto Shanghai 2023, als onderdeel van Geely's nieuwe SEA- platform, waar het voornamelijk de basis vormt voor batterij-elektrische voertuigen, zoals de Zeekr X en de Polestar 5. De auto bevindt zich tussen de kleinere Polestar 2, een compacte luxe sedan, en de grotere Polestar 3, een middelgrote luxe crossover, en behoort tot het Britse D-segment. Omdat er geen achterruit is, is er in plaats daarvan een camerasysteem op het dak gemonteerd. Polestar beweert dat het de snelste productieauto is die het merk ooit heeft gemaakt, met een acceleratie van 0–100 km/u in 3,8 seconden.
De 4 is een coupé-crossover met keuze uit het model met achterwielaandrijving, waarbij de motor op de achteras is geplaatst, of het prestatiegerichte model met vierwielaandrijving, waarbij de motoren zowel op de voor- als op de achteras zijn geplaatst.

Het voertuig is vanaf 2024 verkrijgbaar in Europa, Noord-Amerika en de regio Azië-Pacific.

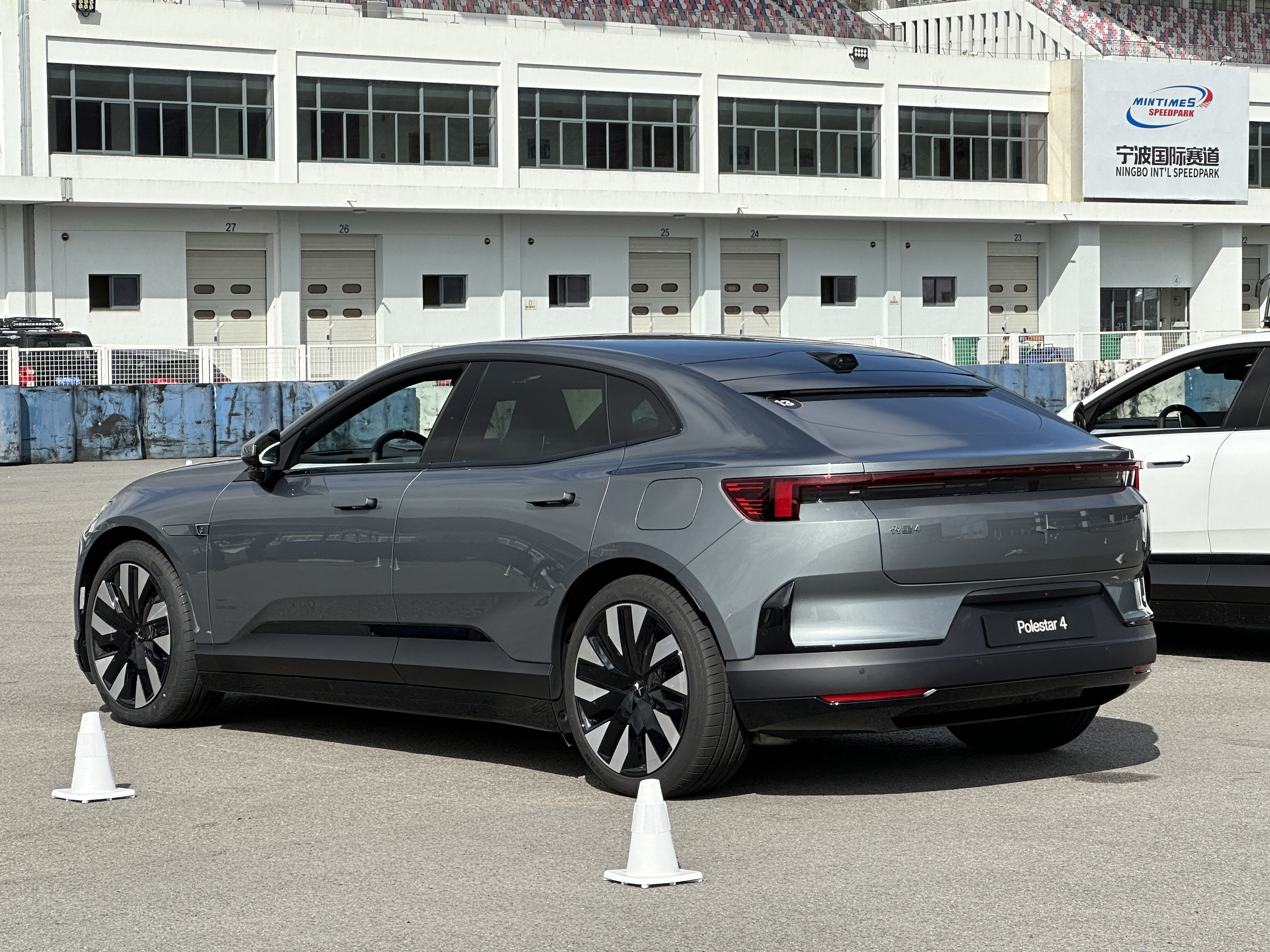
Achteraanzicht
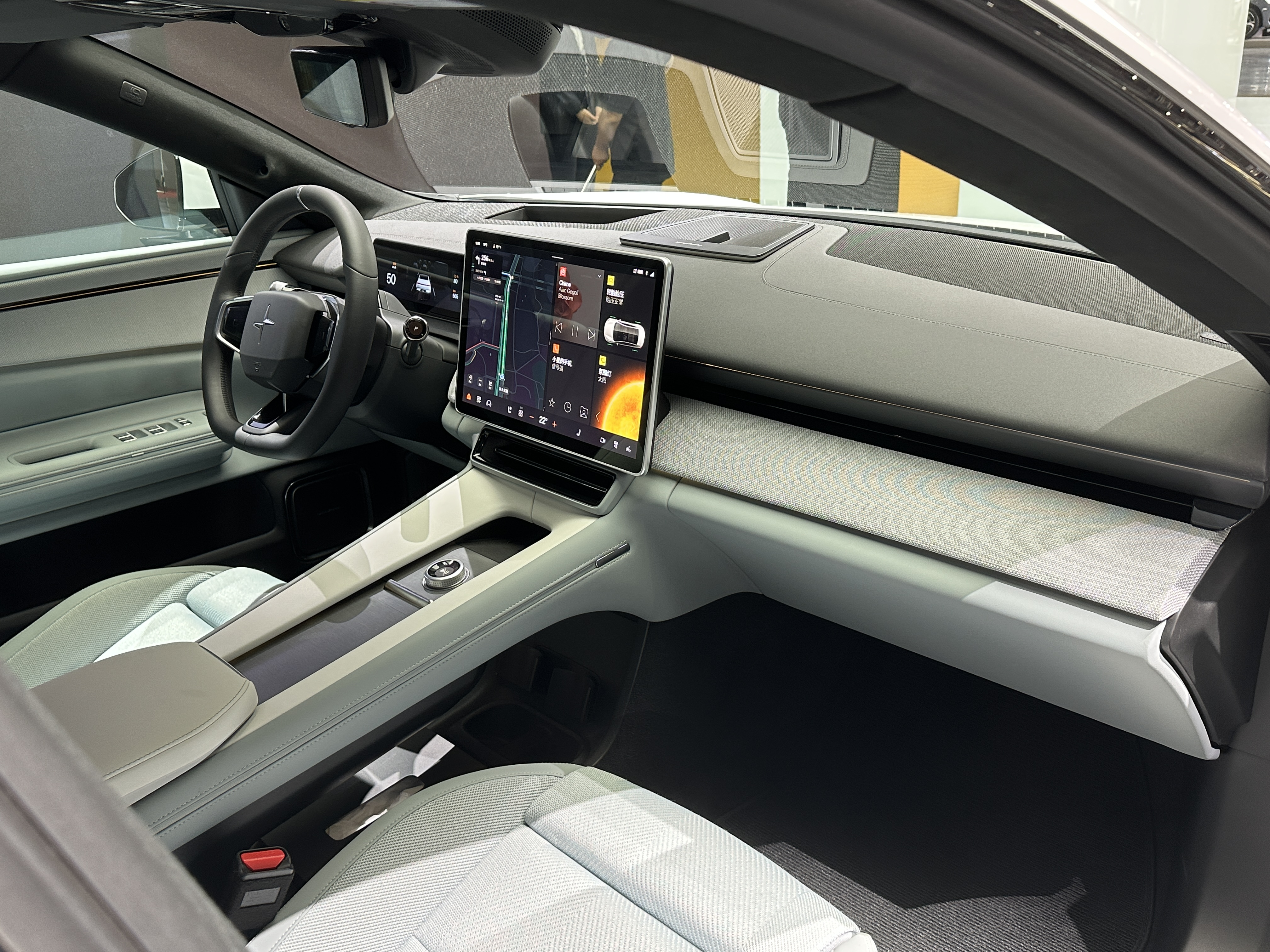
Interieur

## Uitrusting
Tot de standaarduitrusting behoort een 39 cm (15,4 inch) aanraakscherm met Android Automotive, dat ook op de Polestar 2 wordt gebruikt. Een 26 cm (10,2 inch) digitaal instrumentenpaneel en een 37 cm (14,7 inch) head-up display zijn standaard. Een glazen dak over de gehele lengte en een digitale achteruitkijkspiegel zijn leverbaar. Volgens Polestar is het interieur gemaakt van 100 procent gerecycleerd polyester. De Polestar 4 heeft 51 cm tot 56 cm (20- tot 22-inch) wielen, afhankelijk van de gekozen uitvoering.

## Aandrijving
De Polestar 4 bestaat uit twee modellen: de Single Motor RWD en de Dual Motor AWD. De enkele motor genereert 203 kW en 343 Nm, met een topsnelheid van 180 km/u en gaat van 0 tot 100 km/u in 7,4 seconden. De dubbele motor genereert een gecombineerd vermogen van 406 kW en 686 Nm met gebruik van beide motoren, met een topsnelheid van 200 km/u en een 0–100 km/u van 3,8 seconden. Beide modellen gebruiken een 400V lithium-nikkel-mangaan-kobaltbatterij met een capaciteit van 102 kWh.

## Opladen
| Model         | AC-opladen | DC-opladen | Oplaadpoort |
| ------------- | ---------- | ---------- | ----------- |
| Enkele motor  | 22 kW      | 200 kW     | Type 2      |
| Dubbele motor | 22 kW      | 200 kW     | Type 2      |